# Synolcus aurlentus
Synolcus aurlentus är en tvåvingeart som beskrevs av Engel 1929. Synolcus aurlentus ingår i släktet Synolcus och familjen rovflugor. Inga underarter finns listade i Catalogue of Life.